# جان سی. تن آیک
جان سی. تن آیک (به انگلیسی: John Conover Ten Eyck) سناتور سابق عضو حزب جمهوری‌خواه ایالات متحده آمریکا بود. وی در سال ۱۸۵۹ تا ۱۸۶۵ میلادی سناتور ایالت نیوجرسی در سنای ایالات متحده آمریکا بود.